# Frank Richter
Frank Richter (* 5. ledna 1952, Kamenec (Horní Lužice)) je bývalý východoněmecký fotbalista, útočník, reprezentant Východního Německa (NDR).

## Fotbalová kariéra
Ve východoněmecké oberlize hrál za Dynamo Drážďany a BSG Stahl Riesa, nastoupil ve 132 ligových utkáních a dal 20 gólů. V letech 1971, 1973, 1976, 1977 a 1978 získal s Dynamem Drážďany mistrovský titul a v letech 1971 a 1977 východoněmecký fotbalový pohár. V Poháru mistrů evropských zemí nastoupil v 7 utkáních a dal 4 góly a v Poháru UEFA nastoupil ve 20 utkáních a dal 3 góly. Za reprezentaci Východního Německa (NDR) nastoupil v letech 1971-1973 v 7 utkáních a dal 1 gól.

## Ligová bilance
| Ročník           | Zápasy | Góly | Klub            |
| ---------------- | ------ | ---- | --------------- |
| I. liga 1969/70  | 2      | 1    | Dynamo Drážďany |
| I. liga 1970/71  | 23     | 2    | Dynamo Drážďany |
| I. liga 1971/72  | 20     | 4    | Dynamo Drážďany |
| I. liga 1972/73  | 19     | 6    | Dynamo Drážďany |
| I. liga 1973/74  | 4      | 0    | Dynamo Drážďany |
| I. liga 1974/75  | 13     | 2    | Dynamo Drážďany |
| I. liga 1975/76  | 9      | 0    | Dynamo Drážďany |
| I. liga 1976/77  | 5      | 1    | Dynamo Drážďany |
| I. liga 1977/78  | 10     | 0    | Dynamo Drážďany |
| I. liga 1978/79  | 13     | 4    | Dynamo Drážďany |
| I. liga 1979/80  | 5      | 0    | Dynamo Drážďany |
| I. liga 1980/81  | 3      | 0    | Dynamo Drážďany |
| I. liga 1980/81  | 20     | 11   | BSG Stahl Riesa |
| II. liga 1981/82 | 6      | 0    | BSG Stahl Riesa |
| CELKEM I. liga   | 132    | 20   |                 |